# Grauwzustersklooster (Poperinge)
Het Grauwzustersklooster omvat een klooster en onderwijsinstituut in de West-Vlaamse stad Poperinge, gelegen aan Bruggestraat 14 en Komstraat 9A.

## Geschiedenis
De Grauwzusters vestigden zich in 1413 te Poperinge. Ze verzorgden pestlijders en later beoefenden ze de algemene ziekenzorg. Later waren ze ook actief in het onderwijs, waaruit het huidige Sint-Franciscusinstituut is voortgekomen dat later gefuseerd is met andere scholen tot het Sint-Janscollege.
In 1436 vonden er plunderingen plaats door Engelse troepen, naar aanleiding van het Beleg van Calais, een episode uit de Honderdjarige Oorlog. In 1563 werd het klooster door een stadsbrand getroffen, en ook in 1645 woedde er brand in enkele gebouwen. In 1682 werd een nieuwe kloostermuur gebouwd. Van 1749-1781 werden, onder Maria-Carolina Farvacques, uitbreidings- en herstelwerkzaamheden uitgevoerd.
In 1797 werd het klooster door het Franse bestuur verbeurd verklaard en openbaar verkocht. De kapel werd afgebroken. Vanaf 1802 werd het klooster geleidelijk teruggekocht door de zusters en begon men ook weer onderwijs te geven. In 1835 werd de kapel herbouwd.
De kapel en de school leed schade tijdens de Eerste Wereldoorlog. Gedurende de 20e eeuw vonden tal van uitbreidingen aan de schoolgebouwen plaats. Voor de meisjes werd een handelsschool opgericht. Vanaf 1959 werd een moderne humaniora uitgebouwd: het Sint-Franciscusinstituut. Vanaf 1989 werden ook jongens toegelaten en in 2001 ging het instituut op in het Sint-Janscollege.

## Gebouw
De tuinmuur heeft een gedeelte van 1687, waar het jaartal met gele bakstenen werd aangegeven. De straatvleugel is van 1922 en 1929 en uitgevoerd in bakstenen neogotiek. De kapel is van 1835 maar kreeg in 1929 een gewijzigd uiterlijk. De tussenvleugel heeft mogelijk een 17e-eeuwse kern maar werd sterk verbouwd. Het eigenlijke kloostergebouw is voornamelijk 18e-eeuws, en toont de jaartallen 1720 en 1751. Ook diverse stallen en schuren hebben een 18e-eeuwse kern.